# Libiąż (gmina)
Libiąż est une gmina mixte du powiat de Chrzanów, Petite-Pologne, dans le sud de Pologne. Son siège est la ville de Libiąż, qui se situe environ 8 km au sud-ouest de Chrzanów et 45 km à l'ouest de la capitale régionale Cracovie.
La gmina couvre une superficie de 57,2 km2 pour une population de 22 900 habitants.

## Géographie
Outre la ville de Libiąż, la gmina inclut les villages de Gromiec et Żarki.
La gmina borde les villes de Jaworzno et Oświęcim, et les gminy de Babice, Chełmek, Chrzanów et Oświęcim.